# Урартский полоз
Урартский полоз (лат. Elaphe urartica) — вид змей из семейства ужеобразных. Распространён на территории Турции, Грузии, частично признанной Южной Осетии, Армении, Азербайджана, Ирана, Ирака и России. Ранее популяции, обитавшие на этих территориях, относили к сарматскому полозу, который является его видом-близнецом.

## Внешний вид
Весьма схож с сарматским полозом. Общая длина змеи обычно не превышает 1,2 м. Длина хвоста составляет менее 25 см (около 25 % длины тела без хвоста у самцов и 21 % — у самок). Голова относительно крупная, шейный перехват хорошо выражен. Голова в области предлобных и межносовых чешуй нусколько выпуклая. На каждой стороне головы 1—2 предглазничных, 1 скуловой, 2 заглазничных, 8 верхнегубных и 10—11 нижнегубных щитков. Глаза касаются четвёртого и пятого верхнегубных щитков. Брюшных щитков 154—211, подхвостовых — 60-74 пар. Вокруг тела 23—25 рядов чешуй, на 18—21 из которых хорошо выражены рёбрышки.
Основной фон тела и боков головы желтоватый или беловатый, иногда ярко-жёлтый. рисунок спины состоит из 50—65 округлых чёрных или коричневых пятен, иногда с беловатыми краями. В задней части тела они могут расширяться в поперечном направлении. Пилеус тёмный, часто почти чёрный, слегка более светлый на кончике головы. От верхних предглазничных щитков через височные до кончика рта проходит тёмная полоса. Кпереди от глаза она сливается с тёмным рисунком головы. На верхнегубных щитках имеются бледные пятна. Схожие, но менее различимые пятна имеются также на нижнегубных щитках. Радужная оболочка глаза тёмно-коричневая или почти чёрная с тонким светлым ободком вокруг зрачка. Брюшные щитки от беловатого до бледно-жёлтого, иногда с розоватым оттенком, покрыты мраморным рисунком из множества мелких тёмно-коричневых и светло-серых с красной каёмкой, более выраженных на боковых поверхностях щитков.

## Распространение
Ареал охватывает Армянское нагорье, юго-восточные предгорья Большого Кавказа, Алазанскую долину, Кура-Араксинскую и Ленкоранскую низменностями и Гобустан. С запада он ограничен Анатолийской диагональю, простираясь на восток через юго-восточную Грузию, Южную Осетию, Армению, Азербайджан (кроме Апшеронского полуострова), доходя до северного Ирана (до Голестана на востоке и Керманшаха и Семнана на юге) и крайнего востока Ирака (Иракский Курдистан). На территории России встречается в южном Дагестане в Самур-Дивичинской низменности и, предположительно, в его внутригорной части. Возможно также обитает на крайнем севере Ирака.
Встречается на высоте от 25 м ниже уровня моря (в Ленкоранской низменности) до 2600 м над уровнем моря (в Ширакской области Армении). Являясь эвритопным видом, занимает разнообразные биотопы: горные и низменные полупустыни, степи, субтропические саванноподобные лесостепи, покрытыми ореоксерофитной растительностью, а также редкие можжевеловые леса, горные широколиственные леса и альпийские луга.

## Образ жизни
Активен с середины апреля до октября. Ведёт дневной образ жизни, но в степной зоне с июля по август переходит на двухпиковую (утреннюю и вечернюю) активность. Питается птицами, ящерицами и грызунами. В июне самки откладывают 6—16 яиц, из которых в сентябре или в начале октября выходят детёныши длиной тела 19—24 см. Первую неделю после откладки яиц самки охраняют её, оборачиваясь вокруг неё и не питаясь. Следующие 15 дней они продолжают находиться рядом с яйцами, но после покидают её. В неволи инкубация яиц длится около 40 дней.

## Таксономия
Первоначально популяции Elaphe urartica относили к сарматскому полозу, которого рассматривали как подвид четырёхполосого полоза Elaphe quatuorlineata sauromates (Pallas, 1811). Морфологические и генетические исследования начала XXI века позволили выделить сарматского полоза в отдельный вид. В ранних генетических исследованиях также отмечалось, что генетическая дистанция между разными популяциями Elaphe sauromates sensu lato сопоставима с дистанцией между ними и четырёхполосым полозом. В 2019 году вышла статья, в которой Elaphe urartica был выделен в качестве отдельного вида. Своё латинское название он получил в честь древнего государства Урарту, располагавшегося в пределах Армянского нагорья, где этот вид обитает.